# Йельские системы романизации
Йельские системы романизации (англ. Yale romanization) — системы романизации четырех восточноазиатских языков — севернокитайского, кантонского, корейского и японского — которые были разработаны в Йельском университете. Йельская романизация севернокитайского языка была разработана во время Второй мировой войны для нужд американских военных; йельские системы романизации для других языков появились позже, в 1960-х и 1970-х годах. Из четырёх систем, наибольшее распространение получила йельская романизация кантонского, которая до сих пор широко используется в учебной литературе в англоязычных странах.

## Йельская романизация севернокитайского
Йельская романизация севернокитайского языка (так называемый «йельский мандарин», англ. Yale Mandarin) была разработана лингвистом Джорджем Кеннеди в 1943 году для нужд американского армейского контингента в Китае. В отличие от распространенной в то время системы Уэйда — Джайлза, йельская система позволяла читателю, знакомому с американским английским, с приемлемой точностью воспроизводить звучание китайских слов без специальной подготовки, что было немаловажно в военных условиях.
После войны и до конца 1970-х годов йельская система оставалась основной системой романизации китайского в англоязычной учебной литературе. В годы идеологического противостояния КНР и стран Запада, использование «коммунистической» системы пиньинь вместо йельской воспринималось как политический вызов. Ситуация коренным образом изменилась после нормализации американско-китайских отношений. В 1971 году КНР стала членом ООН, к 1979 году большинство стран мира приняли пиньинь как стандартную транскрипцию китайских географических названий, а в 1982 году пиньинь стал стандартом ISO. После этого йельская романизация путунхуа была быстро вытеснена пиньинем.

## Йельская романизация кантонского
Опубликована в 1970 году. Создатели системы — Хуан Бофэй (кит. 黃伯飛, англ. Parker Huang, кант.-рус. Вон Пакфэй) и Джеральд Кок (англ. Gerald Kok).

### Записьинициалей
Запись инициалей (начальных согласных) слогов стандартного кантонского языка в ютпхине описывается следующей таблицей. В каждой клетке, на первой строке — фонетическая транскрипция по системе Международного фонетического алфавита, на второй — йельская романизация, на третьей — русская транскрипция.
| [p] b п       | [pʰ] p пх         | [m] m м               | [f] f ф     |
| [t] d т       | [tʰ] t тх         | [n] n н               | [l] l л     |
| [k] g к       | [kʰ] k кх         | [ŋ] ng нг             | [h] h х     |
| [ʦ] / [ʧ] j ч | [ʦʰ] / [ʧʰ] ch чх | [s] / [ʃ] s с         |             |
| [kʷ] gw ку    | [kʷʰ] kw кху      | [j] y / — йотирование | [w] w в / — |

1. ↑  Слог «ng» (без гласной) считается слогом с пустой инициалью и пустой гласной, и транслитерируется как «ын».
2. ↑  Перед гласной  (по-йельски «yu») звук [j] в йельской системе не передается; перед остальными гласными передается буквой «y». Таким образом, [jyː] и [jʊ] в йельской системе передаются одинаково — «yu».
3. ↑  Йельская «ya» передается как «я»; «yaa» — "я: "; «ye» — «е»; «yeu» — «ё»; «yi» — «и»; «yu» — «ю».
4. ↑  Как и в системе Палладия, буква «в» не пишется перед «у», то есть «wu» в ютпхине передается как «у» в кириллице.

### Записьфиналей
Финаль кантонского слога может иметь два компонента: основную гласную и конечный звук. В отличие от стандартного китайского, в кантонском нет медиалей. Наличие гласной не обязательно; существуют слоги из одного конечного слогового носового согласного.
Запись финалей слогов, существующих в стандартном кантонском языке, в ютпхине описывается следующей таблицей. В каждой клетке на первой строке — фонетическая транскрипция по системе Международного фонетического алфавита, на второй — йельская романизация, на третьей — русская транскрипция.
| [aː] a а  | [aːi] aai а:й | [aːu] aau а:у | [aːm] aam а:м | [aːn] aan а:нь | [aːŋ] aang а:н | [aːp] aap а:п | [aːt] aat а:т | [aːk] aak а:к |
|           | [ɐi] ai аи    | [ɐu] au ау    | [ɐm] am ам    | [ɐn] an ань    | [ɐŋ] ang ан    | [ɐp] ap ап    | [ɐt] at ат    | [ɐk] ak ак    |
| [ɛː] e э  | [ei] ei эй    |               |               |                | [ɛːŋ] eng эн   |               |               | [ɛːk] ek эк   |
| [iː] i и  |               | [iːu] iu иу   | [iːm] im им   | [iːn] in инь   | [ɪŋ] ing ин    | [iːp] ip ип   | [iːt] it ит   | [ɪk] ik ик    |
| [ɔː] o о  | [ɔːi] oi ой   | [ou] ou оу    |               | [ɔːn] on онь   | [ɔːŋ] ong он   |               | [ɔːt] ot от   | [ɔːk] ok ок   |
| [uː] u у  | [uːi] ui уй   |               |               | [uːn] un унь   | [ʊŋ] ung ун    |               | [uːt] ut ут   | [ʊk] uk ук    |
| [œː] eu ё | [ɵy] eui ёй   |               |               | [ɵn] eun ёнь   | [œːŋ] eung ён  |               | [ɵt] eut ёт   | [œːk] euk ёк  |
| [yː] yu ю |               |               |               | [yːn] yun юнь  |                |               | [yːt] yut ют  |               |
|           |               |               | [m̩] m м       |                | [ŋ̩] ng ын      |               |               |               |

### Записьтонов
В кантонском языке существует девять тонов — шесть обыкновенных и три входящих; входящие используются только в слогах со взрывным конечным согласным (-p, -t, -k). В йельской системе, тоны обычно обозначаются диакритическими знаками над основной гласной (или слоговой согласной, если гласной нет) и буквой h после неё (после дифтонга, если конечный звук финаля гласный). В некоторых источниках также используется система записи тонов цифрой (1 — 6) после слога. Пример: Gáulùhng = Gau2lung4.
| Обозначение диакритическим знаком | Обозначение цифрой | Описание           | Контур тона |
| --------------------------------- | ------------------ | ------------------ | ----------- |
| Макрон (ā)                        | 1                  | Высокий ровный     | 55          |
| Макрон (ā)                        | 1                  | Входящий высокий   | 5           |
| Гравис (à)                        | 1                  | Высокий нисходящий | 53          |
| Акут (á)                          | 2                  | Средний восходящий | 35          |
| Не обозначается (а)               | 3                  | Средний ровный     | 33          |
| Не обозначается (а)               | 3                  | Входящий средний   | 3           |
| Гравис + h (àh)                   | 4                  | Низкий нисходящий  | 21          |
| Акут + h (áh)                     | 5                  | Низкий восходящий  | 13          |
| Буквой h (ah)                     | 6                  | Низкий ровный      | 22          |
| Буквой h (ah)                     | 6                  | Входящий низкий    | 2           |

1. 1 2  В современной кантонской фонетике высокий ровный тон и высокий нисходящий тон не различаются.

### Отличия отютпхина
- Инициали [ʦ] / [ʧ]: «j» в йельской романизации, «z» в ютпхине.
- Инициали [ʦʰ] / [ʧʰ]: «ch» в йельской романизации, «c» в ютпхине.
- Инициаль [j] в йельской системе обычно передается буквой «y», но перед гласной [yː] (по-йельски «yu») не передается; следовательно, начало слога «yu»- может соответствовать двум разным произношениям — [jyː]- или [jʊ]-. В ютпхине инициаль [j] всегда передается буквой «j».
- Гласная [aː] в йельской системе передается как «aa» в слогах с конечным звуком, и как «а» в слогах без конечного звука. В ютпхине гласная [aː] всегда передается как «aa», независимо от наличия или отсутствия конечного звука.
- Гласные [œː] и [ɵ] в йельской системе передаются как «eu». По этой причине, в йельской системе невозможно передать некоторые слоги современного разговорного кантонского языка (например 掉, ютпхин deu6). В ютпхине [œː] передается как «oe», а [ɵ] как «eo».
- В ютпхине тоны обозначаются только цифрами (по той же схеме, как и в цифровом варианте йельской записи тонов).

## Йельская романизация японского
Появилась в 1962 году и использовалась в нескольких учебниках Йельского университета (Beginning Japanese (1962), Japanese: The Spoken Language (1987)) авторства Элеанор Джорден (англ. Eleanor Jorden). Согласный звук [ɕ] передавался буквой «s», а [t̠͡ɕ] буквой «t» (следовательно しょ = «syo», ちょ = «tyo» и так далее). Слог つ ([tsɯ]) передавался как «tu», то есть аналогично системе кунрэй-сики. Но в отличие от кунрэй-сики и большинства других систем транскрипции японского, в йельской системе отдельно отмечался звук [ŋ] (в йельских учебниках он обозначался буквой «ḡ»), который встречается главным образом в токийском диалекте и в некоторых ситуациях заменяет [g].
За пределами Йельского университета система Джорден практически не используется.